# Silnik czterosuwowy
Silnik czterosuwowy – silnik spalinowy o spalaniu wewnętrznym typu ZI lub ZS wykorzystywany jako napęd w samochodach, motocyklach, maszynach roboczych, statkach powietrznych, statkach wodnych, agregatach prądotwórczych, lokomotywach spalinowych oraz w innych maszynach. Nazwa odnosi się do czterech faz działania:
- wpływu powietrza lub mieszanki paliwowo-powietrznej,
- sprężenia,
- pracy,
- wydmuchu spalin.

Cykl obejmuje dwa obroty wału korbowego, co jest równoważne czterem ruchom posuwisto-zwrotnym tłoka w jednym cyklu roboczym. Ponieważ suw pracy przypada na dwa obroty wału korbowego silnik czterosuwowy teoretycznie ma dwukrotnie mniejszą moc niż silnik dwusuwowy, gdzie praca użyteczna przypada na jeden obrót wału korbowego. W praktyce jednak dobra wymiana ładunku, wyższe ciśnienie sprężania sprawiają, że moc ta  jest niewiele mniejsza niż w dwusuwie.
Silnik czterosuwowy ma zawsze zawory (wyjątkiem jest silnik z rozrządem tulejowym - spotykany dziś sporadycznie), przez co wymaga rozrządu - w efekcie jego konstrukcja jest bardziej złożona niż silnika dwusuwowego. Silnik czterosuwowy nie wykazuje strat w paliwie (z uwagi na rozrząd zaworowy) i łatwiej niż silnik dwusuwowy spełnia normy czystości spalin. Stąd obecnie zdecydowana większość spalinowych silników tłokowych pracuje w obiegu czterosuwowym - wyjątkiem są silniki najmniejsze (silniki modelarskie, do motorowerów, najmniejszych skuterów, jak i silniki największe (np. wodzikowe do napędu statków, do napędu niektórych spalinowozów) - gdzie dominuje obieg dwusuwowy.

Silnik czterosuwowy o zapłonie iskrowym - zasada działania

## Cykl Otta (Otto)
Silnik spalinowy działający na podstawie cyklu Otta został po raz pierwszy opatentowany przez Eugenio Barsanti i Felice Matteucci w 1854, następnie w 1860 roku doszło do opatentowania pierwszego prototypu. Jednocześnie na pomysł silnika wpadli francuski inżynier Alphonse Beau de Rochas w 1862 i niezależnie inżynier niemiecki Nicolaus Otto w 1876 roku.

### Suw ssania (1)
Tłok przesuwa się w dół z górnego (GMP) do dolnego martwego punktu (DMP) wytwarzając we wnętrzu cylindra podciśnienie. W tym czasie zawór ssawny jest otwarty, dzięki temu z kanału dolotowego, znajdującego się za zamykającym go zaworem ssącym, wciągnięta zostaje z układu dolotowego silnika mieszanka paliwowo-powietrzna. Trafia ona do wnętrza cylindra pomiędzy tłok a głowicę cylindra. Kiedy tylko tłok przekracza DMP, zawór ssący zostaje zamknięty.

### Suw sprężania (2)
Tłok przemieszcza się w górę cylindra ściskając (czyli sprężając) mieszankę paliwowo-powietrzną. Oba zawory (ssawny i wydechowy) są zamknięte. Sprężanie następuje pod znacznym ciśnieniem do (zwykle) mniej więcej jednej dziesiątej początkowej objętości mieszanki. Ale zanim osiągnie minimalną objętość następuje zapłon. Celem jest doprowadzenie do spalenia całej mieszanki w chwili, gdy tłok przekroczył GMP i może zostać odepchnięty przez rozprężające się gazy spalinowe rozpoczynające suw pracy.

### Suw rozprężania (pracy) (3)

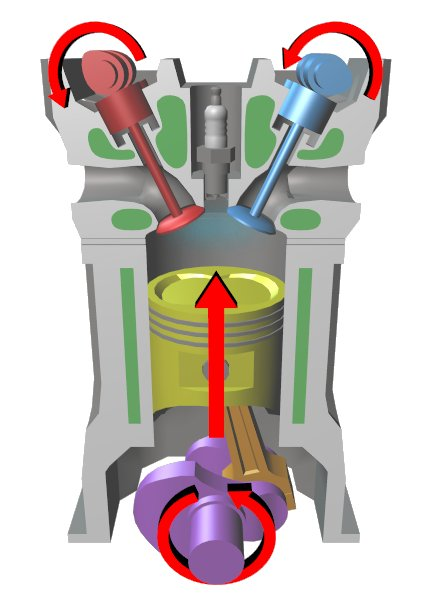

Przed osiągnięciem GMP w silnikach wysokoprężnych i tych z elektronicznym, bezpośrednim wtryskiem paliwa lekkiego następuje wtrysk paliwa i zapłon samoczynny lub wymuszony iskrą. Oba zawory (ssący i wydechowy) są zamknięte. Tłok zostaje odepchnięty z dużą siłą, gdyż we wnętrzu komory spalania po zapłonie powstaje ciśnienie o wartości do 100 barów. Takie siły muszą być przeniesione z denka tłoka przez korbowód na wał korbowy. Wymusza to ruch tłoka do DMP. Z tego jednego suwu pracy silnik musi uzyskać wystarczającą energię, by zrealizować pozostałe trzy suwy. Dlatego też silniki pracują tym równiej, im więcej mają cylindrów.

### Suw wydechu (4)
Jeszcze zanim tłok osiągnie DMP, otwarty zostaje zawór wydechowy i wciąż jeszcze nie do końca rozprężone gazy spalinowe mogą opuścić cylinder przez układ wydechowy. Przemieszczający się w górę tłok aż do osiągnięcia GMP, gdy zawór wydechowy jest otwarty, wypycha z cylindra resztę gazów, a po osiągnięciu GMP następuje tzw. "wahnięcie", czyli zamknięcie zaworu wydechowego a otwarcie zaworu ssącego i cykl rozpoczyna się od początku.

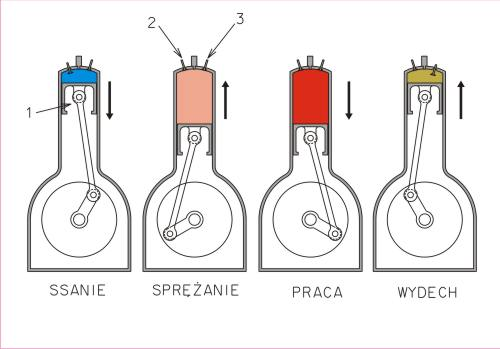
Schemat działania silnika czterosuwowego